# Blauwkopkwartelduif
De blauwkopkwartelduif (Starnoenas cyanocephala) is een vogel uit de familie Columbidae (duiven). Het is een bedreigde, endemische vogelsoort in Cuba.

## Kenmerken
Deze duif is 30 tot 33 cm lang. Het is een opvallend getekende kwartelduif, met een blauwe kruin, daaronder een brede, zwarte oogstreep en een witte streep onder het oog die over wangen doorloopt. Onder de snavel op de keel zit een zwarte vlek als een soort slabbetje, met daaronder een smalle witte streep halfom het zwart. Verder is de vogel op de borst en buik kaneelkleurig gekleurd en van boven donker grijsbruin.

## Verspreiding en leefgebied
Deze soort is endemisch in Cuba. Het leefgebied bestaat uit natuurlijk bos in laagland en moerasgebieden en soms ook in heuvellandbos. Het is een schuwe duif die leeft in de ondergroei en de bosbodem waar hij foerageert op zaden, bessen en slakken.

## Status
Tot het midden van de 19e eeuw was de vogel wijdverspreid en veel voorkomend, maar werden de effecten van stroperij, introductie van roofdieren zoals katten en habitatverlies al duidelijk. Rond 1920 was de vogel al niet meer wijd verbreid en sinds de jaren 1980 zijn er nog een paar locaties waar de duif wordt waargenomen. De grootte van de populatie werd in 2016 door BirdLife International geschat op 1000 tot 2500 individuen en de populatie-aantallen nemen verder af door onder meer stroperij. Om deze redenen staat deze soort als bedreigd op de Rode Lijst van de IUCN.